# Akpassi
Akpassi är en ort i Benin. Den ligger i den södra delen av landet, 230 kilometer norr om huvudstaden Porto-Novo. Akpassi ligger 274 meter över havet och antalet invånare är 8 979.
Terrängen runt Akpassi är platt. Närmaste större samhälle är Pira, 18,4 kilometer väster om Akpassi.
Omgivningarna runt Akpassi är en mosaik av jordbruksmark och naturlig växtlighet. Runt Akpassi är det ganska glesbefolkat, med 25 invånare per kvadratkilometer.